# Ванская и Багдатская епархия
Ва́нская и Багда́тская епархия (груз. ვანისა და ბაღდათის ეპარქია) — епархия Грузинской православной церкви на территории города Вани, а также Ванского и Багдатского муниципалитетов.
Кафедра архиерея располагается в Вани, резиденции — в Вани и Багдати.

## История
После восстановления автокефалии Грузинской православной церкви в 1917 году территория нынешней Ванской епархии входила в состав Кутаисской и Гаэнатской епархии.
Епархия образована 5 апреля 1995 года решением Священного Синода Грузинской православной церкви. 

## Правящие архиереи
- Антоний (Булухия) (с 11 ноября 1996)

## Монастыри
- Монастырь Обча (Хопи) во имя великомученика Георгия в сел. Обча, Багдатийский район (мужской)
- Монастырь во имя святой царицы Тамары в г. Багдати (женский)
- Монастырь во имя Всех Грузинских святых в г. Вани (женский)